# 日本國鐵ED16型電力機車
ED16型电力机车（日语：ED16形電気機関車）是日本铁路的第一代国产干线电力机车车型之一，由日立製作所、芝浦製作所、三菱電機、川崎车辆等企业联合设计制造，适用于供电制式为1500伏直流电的电气化铁路。

## 历史
1930年代初，为满足中央本线及上越线电气化的需要，日立製作所、芝浦製作所、三菱電機、川崎车辆等企业在EF52型电力机车的基础上，合作开发了ED16型干线货运电力机车，并于1931年小批量生产了18台该型机车。ED16型电力机车是干线货运用的直流电力机车，机车采用非承载式结构的全金属箱形车体，机车两端为露天的通过台区域，车体两端各设有一个司机室，车体中部为电气室。机车采用1Bo-Bo1轴式，走行部为两台带有导轮轮对的转向架，每台转向架包括一对导轮和两对动轮。牵引电动机采用抱轴式悬挂安装在转向架上。牵引电动机输出的扭矩通过一级减速齿轮传递给轮对，牵引齿轮传动比为17：81（1：4.77）。机车采用直—直流电传动，通过调节起动电阻、牵引电动机的二段式串—并联转换和磁场削弱来达到调速的目的。
ED16型电力机车投入运用初期，主要担当中央本线及上越线的客货列车牵引任务。由于中央本线八王子至甲府间的最大坡度达到25‰，需要两台机车以重联方式牵引列车，因此ED16型电力机车并设有重联控制装置。战争结束后，中央本线及上越线的运量快速增长，并开始以EF11、EF13等功率更大的电力机车作为牵引动力。1950年（昭和25年），所有ED16型电力机车集中配属到立川机关区和凤机关区，立川机关区主要承担青梅线、五日市线、南武线的货物列车牵引任务，而凤机关区主要承担阪和线的客货列车牵引任务。此后，随着ED60、EF58、EF15型电力机车投入阪和线运用，凤机关区的ED16型电力机车于1970年（昭和45年）全部转移到立川机关区，用于牵引青梅线的石灰石列车。1983年（昭和58年）3月，ED16型电力机车完成牵引新宿至御岳的12系客车的告别运转后，立川机关区被撤销，所属机车被转移至八王子机关区。1984年（昭和59年）6月19日，ED16 4号机车成为最后一台报废的机车。

## 车辆保存
- ED16 1号机车静态保存于青梅铁道公园，并于1980年（昭和55年）被指定为准铁道纪念物。
- ED16 10号机车静态保存于东日本旅客铁道大宫总合车辆中心。
- ED15 15号机车静态保存于山梨县南阿尔卑斯市政府若草支所。

## 参看
- EF52型电力机车
- EF53型电力机车
- 日本电力机车列表